# The Horribly Slow Murderer with the Extremely Inefficient Weapon
Pour plus de détails, voir Fiche technique et Distribution.
The Horribly Slow Murderer with the Extremely Inefficient Weapon (HSMEIW) est un court métrage américain réalisé par Richard Gale en 2008. Il a remporté de nombreux prix lors de festivals, tels qu'au FanTasia ou à l'Austin Fantastic Fest.

## Synopsis
Ce court-métrage se présente comme la bande-annonce d'un film de neuf heures. C'est l'histoire de Jack Cucchiaio, un médecin légiste pourchassé, traqué, par un mystérieux « spectre » pâle et invulnérable — appelé Ginosaji — qui souhaite le tuer avec une cuillère à café. L'arme étant extrêmement inefficace, le meurtre est extrêmement lent, s'étalant sur plusieurs années.

## Fiche technique
- Titre original : The Horribly Slow Murderer with the Extremely Inefficient Weapon
- Réalisation, production, photographie, montage et scénario : Richard Gale
- Société de production : Chaotic Rampage American Pictures
- Musique : Christopher Brady
- Maquillage : Dean Jones
- Durée : 10 minutes
- Pays : États-Unis
- Langue originale : anglais
- Date de sortie : 2008

## Distribution
- Paul Clemens : Jack Cucchiaio
- Brian Rohan : le Ginosaji
- Fay Kato : la voyante chinoise
- Michael James Kacey : le médecin
- Melissa Paladino : la copine
- Richard Gale : le narrateur

## Production
Le tournage s'est entièrement déroulé en Californie. Il a été effectué durant les week-ends, sur une période de 2 mois et demi, pour un total d'environ 22 jours de tournage. Le film a coûté environ 600 dollars. Il a été tourné avec un caméscope Panasonic HVX200 et le montage a été réalisé avec Final Cut Pro.

## Distinctions
- 2008 : Prix spécial du jury au Fantastic Fest à Austin
- 2009 : Prix du meilleur court métrage au FanTasia à Montréal
- 2009 : Choix du public et Grand prix pour un court métrage au Puchon International Fantastic Film Festival à Puchon
- 2009 : 10 Degrees Hotter Award au Valley Film Festival à Los Angeles dans la vallée de San Fernando
- 2009 : Goldener Glibb lors du Weekend of Fear (de) à Nuremberg

## Suites
Richard Gale a réalisé plusieurs suites vidéos sur YouTube :
- Ask Jack! Spaghetti Dinner of the Damned, dans laquelle Jack répond aux questions des spectateurs ;
- Spoon vs Spoon, dans laquelle Jack tente de retourner contre le Ginosaji son arme fétiche, la cuillère ;
- Save Jack: The Interactive Experience, dans laquelle le spectateur peut choisir la manière dont Jack tentera de faire cesser les attaques du Ginosaji.
- Spoon Wars, dans laquelle Jack utilise un sabre laser.
- Ginosaji vs. Ginosaji, mini-série en 4 épisodes (épisode 2 : What a Drag, épisode 3 : Jack's Happy Place, épisode 4 : Showdown!), dans laquelle Jack essaye de se mettre dans la peau du Ginosaji.
- Ginosaji: The Horribly Slow Murderer with the Extremely Inefficient Weapon, par le biais des commentaires YouTube, le public pourra inventer une scène et la voir adaptée dans le film.

En 2010, Richard Gale a également organisé pour Halloween un Ginosajifest, c'est-à-dire un concours de déguisement en Ginosaji.
En 2013, à la fin du 4e épisode de Ginosaji vs. Ginosaji est annoncé le long métrage Ginosaji: The Horribly Slow Murderer with the Extremely Inefficient Weapon racontant l'histoire du Ginosaji. Richard Gale confirme en février 2015 son intention de réaliser un long métrage. À cet effet, il lance sur Kickstarter une campagne de financement participatif en septembre 2015,,, qu'il annule en novembre 2015 pour en relancer une seconde.